# Větrušice (Kly)
Větrušice čili Kelské Větrušice jsou malá vesnice, část obce Kly v okrese Mělník ve Středočeském kraji. Nachází se asi jeden kilometr na jihovýchod od Kel. Prochází zde silnice I/9. Je zde evidováno 49 adres. Počet obyvatel neuveden.
Větrušice leží v katastrálním území Kly o výměře 7,88 km².
Vedle Kelských Větrušic jsou Tuhaňské Větrušice, které leží v katastrálním území Tuhaň.

## Historie
Větrušice vznikly k 28. březnu 2001 jako část obce Kly v okrese Mělník.

## Obyvatelstvo
| Rok            | 1869 | 1880 | 1890 | 1900 | 1910 | 1921 | 1930 | 1950 | 1961 | 1970 | 1980 | 1991 | 2001 | 2011 | 2021 |
| -------------- | ---- | ---- | ---- | ---- | ---- | ---- | ---- | ---- | ---- | ---- | ---- | ---- | ---- | ---- | ---- |
| Počet obyvatel | 0    | 79   | 92   | 134  | 134  | 0    | 162  | 0    | 0    | 136  | 113  | 90   | 80   | 97   | 109  |
| Počet domů     | 0    | 15   | 18   | 22   | 22   | 34   | 40   | 0    | 0    | 40   | 37   | 40   | 41   | 40   | 43   |